# Giuliana Genta
Giuliana Genta (Roma, 1922 – Frasso Sabino, 2005) è stata un'architetta italiana. Fu una delle prime donne architetto in Italia. Partecipò ai primi piani INA-Casa collaborando con Adalberto Libera.
Qualità della sua progettazione fu sempre la costante attenzione per il dettaglio e il particolare che costruiscono l'architettura.

## Biografia
Nata a Roma nel 1922, Giuliana Genta fu una delle prime donne a laurearsi in Architettura alla facoltà di Roma nel 1946.
Dal 1950 iniziò a lavorare nell'ambito dell'INA-Casa (poi Gescal), dove venne chiamata da Arnaldo Foschini e dove incontrò Adalberto Libera. 
L'incontro con Libera appare significativo nella lettura dell'opera di Giuliana Genta non solo per le opere che firmeranno insieme, ma anche per la lezione sui temi del dettaglio e della misura. 
Giuliana Genta partecipò all'interno dell'Istituto a vari progetti, tra cui anche l'Unità di abitazione orizzontale al quartiere Tuscolano di Roma.
Aprì uno studio con Silvano Panzarasa, collega dell'INA-Casa, con il quale firmerà alcune opere, come la Chiesa del Cristo Re di Cagliari (dove vengono segnalati come progettisti da Libera), la Villa Cavazza all'Eur e le due Ville al Casaletto, dove saranno entrambi collaboratori di Adalberto Libera.
Dal 1973 si dedicò esclusivamente alla libera professione, con esperienze diverse quali ristrutturazioni di centri storici, progettazione urbanistica, arredamento.
Morì nel 2005.

## Opere
Progetti principali
- 1949 - Progetto per una casa minima, due appartamenti sovrapposti, Sabaudia (Provincia di Latina)
- 1950 - Concorso Casetta in Canada, con Silvano Panzarasa
- 1950 - Concorso Ina-casa Capri (città metropolitana di Napoli), con Silvano Panzarasa
- 1950-1963, 2004 - Chiesa del Cristo Re, Cagliari, con Silvano Panzarasa
- 1955   -Due ville al Casaletto, Roma, con Adalberto Libera e Silvano Panzarasa
- 1959 - Palazzina cooperativa Gescal via San Lucio 23, Roma, con Silvano Panzarasa
- 1961-1962 - Villa Cavazza all'Eur, Roma, con Adalberto Libera e Silvano Panzarasa
- 1964 - Villa per lo scultore Emilio Greco, Sabaudia (LT), con Silvano Panzarasa
- 1973, 1978 - Risanamento e ristrutturazione del centro storico di Ancona, comparto 2 Gescal Capodimonte, Ancona, con Silvano Panzarasa, ing. A. Varvesi, ing. G. Viettone, ing. F. Ciotti
- 1971-1973 - Progetto di risanamento e ristrutturazione di un complesso (Senti) a S. Maria di Ferrano, Pelago (provincia di Firenze), con Silvano Panzarasa
- 1988 - Piano particolareggiato del centro storico di Frasso Sabino (provincia di Rieti), con Silvano Panzarasa
- 1983 - Il rifugio meneghino di Giovanni

## Archivio
Il fondo Giuliana Genta è conservato presso l'Archivio centrale dello Stato.

## Opere
- Una lezione di progettazione, in «AR», 2005, 62.
- Giuliana Genta: la mia vita da architetto, a cura di P. Capolino, E. Tagliacollo e L. Diodovich, Roma, Prospettive, 2008, ISBN 978-88-89400-23-4.